# Amphibulus aureolus
Amphibulus aureolus là một loài tò vò trong họ Ichneumonidae.